# Het zwarte schaap
Het zwarte schaap was een televisieprogramma dat in  1999, 2000, 2001, 2002 en in 2005 door de VARA werd uitgezonden en werd gepresenteerd door Inge Diepman. Het programma duurde ongeveer drie kwartier.
Het aantal afleveringen per seizoen was nogal wisselend omdat het niet altijd gemakkelijk was zwarte schapen (gasten) te vinden die ook wilden meewerken aan het programma. Ook kwam het voor dat gasten op het laatste moment hun medewerking alsnog introkken. Dit was ook de reden om na 2002 met het programma te stoppen. In 2005 werden alsnog vijf nieuwe afleveringen gemaakt.       
Er stond steeds één gast centraal die, op welke wijze dan ook, in opspraak was geraakt en daardoor het zwarte schaap was. In de studio werd de gast eerst door Inge Diepman geïnterviewd, waarbij een aantal tv-fragmenten werd vertoond, waarna de gast zijn of haar kant van de zaak vertelde.
Achter een hek zaten voor- en tegenstanders van de persoon in kwestie (de witte schapen) welke om beurten in een zogenaamde "area" plaatsnamen en dan hun voors of tegens voor of tegen de gast uitspraken. Hierna confronteerde Inge Diepman haar gast met deze uitspraken en kreeg de gast de gelegenheid te reageren, waarbij het er soms hard aan toeging. Door het hek kon er geen direct fysiek contact zijn. In de uitzending van 25 mei 2002 spoot Emile Ratelband echter zijn opponent Piet Drenth nat met een supersoaker.
Spraakmakende gasten waren onder meer Hans Janmaat, Willem Oltmans (1999), Florrie Rost van Tonningen-Heubel, Theo van Gogh (2000), Pim Fortuyn (2001) en Gretta Duisenberg (2005). 

## Hans Janmaat
In de aflevering met Hans Janmaat, die op 24 juli 1999 werd uitgezonden, werd een persiflage door Erik van Muiswinkel van Hans Janmaat getoond. Tijdens dit filmpje liep Janmaat naar de coulissen alwaar hij ijsberend werd gefilmd waarna hij het filmpje als nonsens bestempelde. Hij gaf presentatrice Inge Diepman een schaartje, volgens eigen zeggen opdat zij het fragment eruit kon knippen, hetgeen niet gebeurde.
Verder waren in de uitzending onder meer Hedy d'Ancona, Wouke van Scherrenburg en Paul Witteman als tegenstrever aanwezig, waarbij opviel dat Hedy d'Ancona Hans Janmaat niet aankeek als ze tegen hem sprak. Enkele keren liep Hans Janmaat weer naar de coulissen met de mededeling dat hij vond dat ze hem toch niet nodig hadden.

## Gasten
- Geert Jan Jansen (3 juli 1999)
- Menno Buch (10 juli 1999)
- Christian Pieters (17 juli 1999)
- Hans Janmaat (24 juli 1999)
- Jan-Nico Scholten (31 juli 1999)
- Nick de Zeeuw (7 augustus 1999)
- Anton Geesink (14 augustus 1999)
- Willem Oltmans (21 augustus 1999)[1]
- Florrie Rost van Tonningen-Heubel (1 juli 2000)
- Theo van Gogh (8 juli 2000)
- Wim Rietdijk (15 juli 2000)
- Paul Marchal (22 juli 2000)
- Wien van den Brink (29 juli 2000)
- Ari Olivier (5 augustus 2000)
- Jomanda (12 augustus 2000)
- Oscar Hammerstein (19 augustus 2000)
- Willem Aantjes (19 januari 2001)[2]
- Ronald Jan Heijn (26 januari 2001)
- Pim Fortuyn (2 februari 2001)
- Herman Verbeek (9 februari 2001)
- Jan Hilarius (16 februari 2001)
- Rasti Rostelli (23 februari 2001)
- Willy Voet (2 maart 2001)
- Hans Visser (9 maart 2001)
- Arnfried Pagel (16 maart 2001)
- Jet Nijpels (23 maart 2001)
- Jenny Goeree-Manschot (18 mei 2002)
- Emile Ratelband (25 mei 2002)[3]
- Paul Ruijs (1 juni 2002)
- Maurice de Hond (8 juni 2002)
- Michel Vandenbosch (15 juni 2002)
- Peter Prinsen (22 juni 2002)
- Klaas Langendoen (29 juni 2002)
- Philomena Bijlhout (15 oktober 2005)
- Bram Bakker (22 oktober 2005)
- Filip Dewinter (29 oktober 2005)
- Gretta Duisenberg (12 november 2005)[4]
- Richard Klinkhamer (19 november 2005)[5]